# アラン・スミス (1962年生のサッカー選手)
アラン・スミス（英語: Alan Martin Smith、1962年11月21日 - ）は、イングランド・ウスターシャー出身の元サッカー選手で指導者。現役時代のポジションはFW。

## 経歴
198年11月16日にサウジアラビアとの親善試合でイングランド代表デビュー、以降13試合に出場して2得点。1992年の欧州選手権でも2試合に出場した。
レスター・シティFCでの活躍から、1987-88年シーズンにアーセナルFCに移籍、以降8シーズンの間プレーした。この間の1988-89年シーズンは23得点を挙げ、イングリッシュ・フットボールリーグ優勝に貢献、1990-91年シーズンにも22得点を挙げ、イングリッシュ・フットボールリーグ優勝に貢献した。そのいずれのシーズンもイングリッシュ・フットボールリーグ得点王をに輝いている。1993-94年シーズンのUEFAカップウィナーズカップ決勝ではイアン・ライトが欠場する中、チームを勝利に導く得点を挙げた。アーセナルでは通算347試合115得点。

## タイトル
アーセナルFC
- イングリッシュ・フットボールリーグ : 1988–89, 1990–91
- FAカップ : 1992-93
- フットボールリーグカップ : 1992-93
- UEFAカップウィナーズカップ : 1993-94

個人
- イングリッシュ・フットボールリーグ得点王 1988–89(23得点), 1990–91(22得点)
- イングリッシュ・フットボールリーグベストイレブン : 1988–89

## 個人成績
Source:
| イングランド代表 |      |      |
| 年               | 出場 | 得点 |
| 1988             | 1    | 0    |
| 1989             | 3    | 0    |
| 1991             | 6    | 2    |
| 1992             | 3    | 0    |
| Total            | 13   | 2    |